# 주거

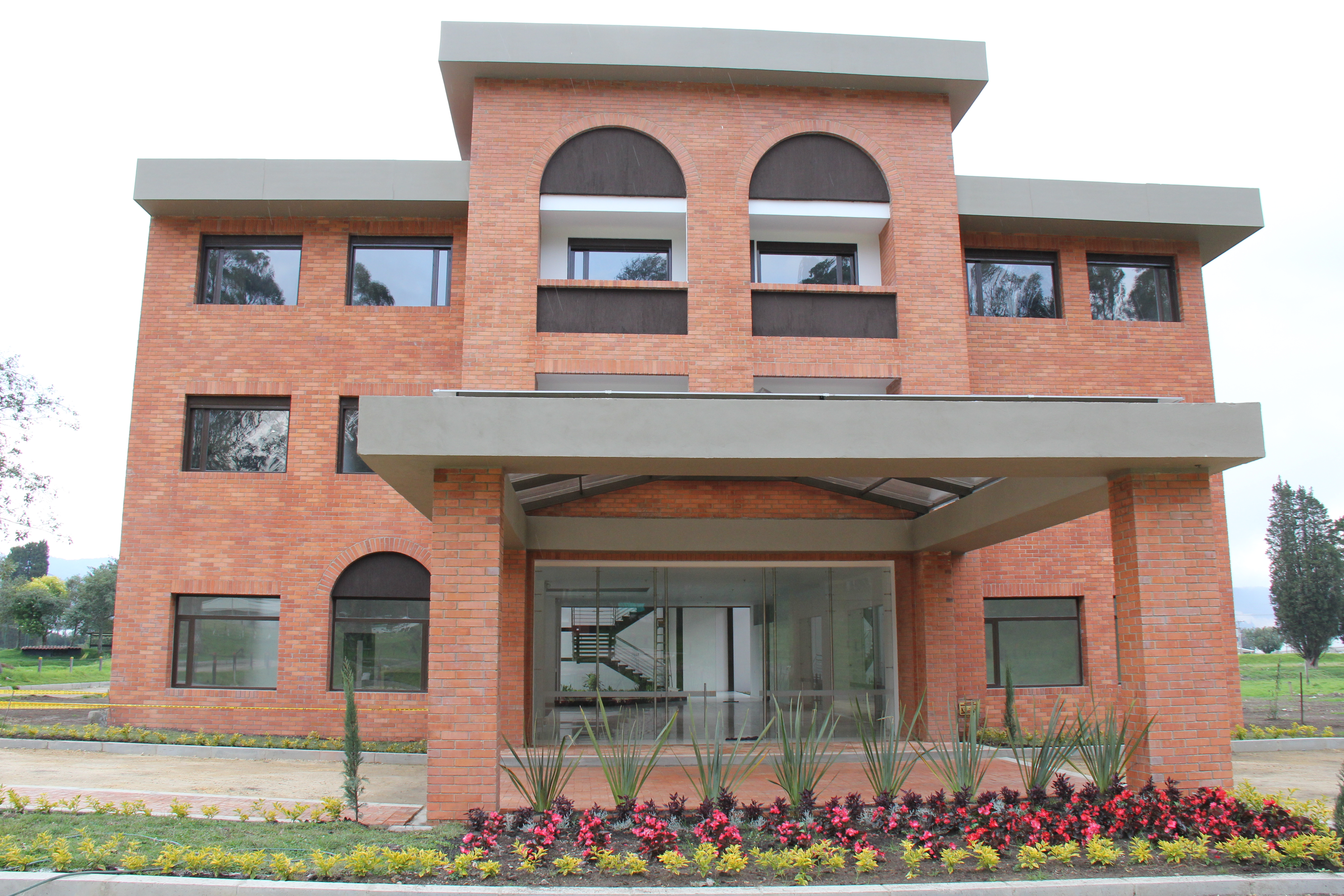

주거(住居)는 집, 아파트, 이동식 주택, 수상가옥, 레크리에이션 차량 또는 기타 "실질적인" 구조물과 같이 하나 이상의 세대가 가정으로 사용하는 독립된 숙박 단위이다. 주거의 개념은 압수수색, 부동산 양도, 절도, 불법침해 및 토지이용계획과 관련하여 중요하다.

## 법적 정의
법적 정의는 관할에 따라 다르다.

### '주거' (잉글랜드 및 웨일스)
잉글랜드법에 따르면, 주거는 건물, 건물 일부, 캐러밴, 수상가옥 또는 기타 이동식 주택과 같이 독립된 '실질적인' 숙박 단위로 정의된다. 텐트는 일반적으로 실질적인 것으로 간주되지 않는다.

### '주거' (노스캐롤라이나)
노스캐롤라이나주 일반법 § 160A-442에 따르면, "주거"는 인간 거주용으로 사용되거나 사용될 예정인 건물, 구조물, 조립식 주택 또는 이동식 주택의 전부 또는 일부를 의미하며, 그에 속하거나 통상적으로 함께 사용되는 부속 건물 및 부속물을 포함하지만, 계절별 휴가 목적으로만 사용되는 조립식 주택 또는 이동식 주택은 포함하지 않는다."
N.C. 일반법 § 53-244.030에 따르면, "주거"는 해당 구조물이 부동산에 부착되어 있는지 여부와 관계없이 1개에서 4개 유닛을 포함하는 주거용 구조물을 의미한다. 이 용어는 거주지로 사용되는 경우 개별 콘도미니엄 유닛, 협동조합 유닛, 조립식 주택, 이동식 주택 또는 트레일러를 포함한다. 오리건 법에 따르면, "주거"는 "실제로 사람이 거주하는지 여부와 관계없이 밤에 사람이 머무는 건물을 의미한다." 미국 대 애덤스, 2009 U.S. App. LEXIS 25866 (9th Cir. Or. 2009년 11월 25일)

### '상습 거주지' (국제법)
국제법에서, 사람은 하나의 상습 거주지만을 가질 수 있으며, 이는 개인이 통상적으로 거주하고 다른 장소를 상당한 기간 방문한 후 일상적으로 돌아오는 장소를 의미한다. 이는 주어진 법적 분쟁을 결정하기 위해 적용되어야 할 법을 결정하는 데 사용된다. 헤이그 국제사법 회의는 이 개념이 실용적인 요구 사항에 유연하고 적응할 수 있도록 의도적으로 정의를 제공하지 않았다.

### '거주하는 주거지' (미국 여러 주)
캘리포니아에서 캘리포니아 형법 § 246은 거주하는 주거용 주택에 대한 총기 발사를 언급한다. 이 법률은 "주거"(더 일반적으로 집이라고 함)가 사람이 거주하는 경우 "거주하는" 것으로 규정하며, 사람이 현장에 있는지 여부는 중요하지 않다. 거주자가 이사했거나 비워서 돌아올 의도가 없는 경우, 개인 재산이 남아 있더라도 집, 건물 또는 구조물은 "거주하는" 또는 "점유된" 것으로 간주되지 않는다. 따라서 이는 법적 목적으로 더 이상 주거지로 간주되지 않으며, 이는 방어적 관점에서 이 코드에 따른 유죄 판결을 무효화할 것이다. 검사의 경우, 이 코드 위반에 대한 가능한 한 많은 유죄 판결을 확보하기 위해 이러한 용어를 느슨하게 해석하는 것이 유리하다. 느슨한 해석의 사례는 캘리포니아뿐만 아니라 콜로라도주와 같은 다른 주에서도 존재하며, 유사한 법률(콜로라도 법 § 18-1-901(3)(g))은 전통적으로 주거 또는 집을 구성하지 않는 분리된 차고에서의 총격 사건에도 적용된다. 그러나 영미법계에 따라, 이들 주와 다른 주의 법원은 형사 유죄 판결 목적상 이는 점유된 건물에 해당한다고 판결했다.

### 주거의 '위요지' (경계)
법률에서, 주거의 위요지는 그 주변의 토지이며, 밀접하게 관련된 건물 및 구조물을 포함한다. 이는 주택 소유자가 합리적인 사생활 기대를 가질 수 있는 경계를 나타내며, 특히 압수수색, 부동산 양도, 절도, 불법침해 및 토지이용계획과 관련이 있다. 도시 부동산에서 위요지의 위치는 울타리, 벽 등의 위치에서 명확할 수 있다. 더 큰 부동산 내에서는 개인 영역이 끝나고 "그 너머의 개방된 들판"이 시작되는 곳이 어디인지에 대해 법적 논란이 있을 수 있다.

## 같이 보기
- 가족법